# Norma Discini
Norma Discini de Campos (Laranjal Paulista, 4 de novembro de 1945) é uma linguista e semioticista brasileira conhecida por seus trabalhos sobre a semiótica greimasiana e a noção de estilo. É professora livre-docente no Departamento de Linguística (DL) da Faculdade de Filosofia, Letras e Ciências Humanas da Universidade de São Paulo. É mãe de dois filhos, sendo eles: Raquel Discini de Campos, renomada historiadora de Uberlândia (MG), amplamente aclamada por sua contribuição à área e  Douglas Discini. A professora Norma também sempre desempenhou um papel fundamental na vida de sua filha e filho, além daqueles ao seu redor. Seu espírito incansável e caráter íntegro servem como fonte de inspiração, marcando sua trajetória pessoal e familiar com força, conhecimento e muito amor.